# Jeanne Samary con vestido escotado
Jeanne Samary con vestido escotado (en francés La Rêverie) es un óleo sobre lienzo realizado por Pierre-Auguste Renoir en 1877.
Esta obra, conocida también como El ensueño, fue expuesta en la tercera muestra del grupo impresionista, logrando cierto eco entre la crítica, aunque también fue objeto de reseñas negativas por parte de la crítica académica, asimismo parece ser que la retratada, la actriz Jeanne Samary, no quedó muy satisfecha con el resultado. Actualmente se conserva en el Museo Pushkin, Moscú.